# Liturgusa parva
Liturgusa parva är en bönsyrseart som beskrevs av Giglio-tos 1915. Liturgusa parva ingår i släktet Liturgusa och familjen Liturgusidae. Inga underarter finns listade i Catalogue of Life.